# Exoprosopa ancilla
Exoprosopa ancilla är en tvåvingeart som beskrevs av Mario Bezzi 1924. Exoprosopa ancilla ingår i släktet Exoprosopa och familjen svävflugor. Inga underarter finns listade i Catalogue of Life.